# Predeł (przełęcz)

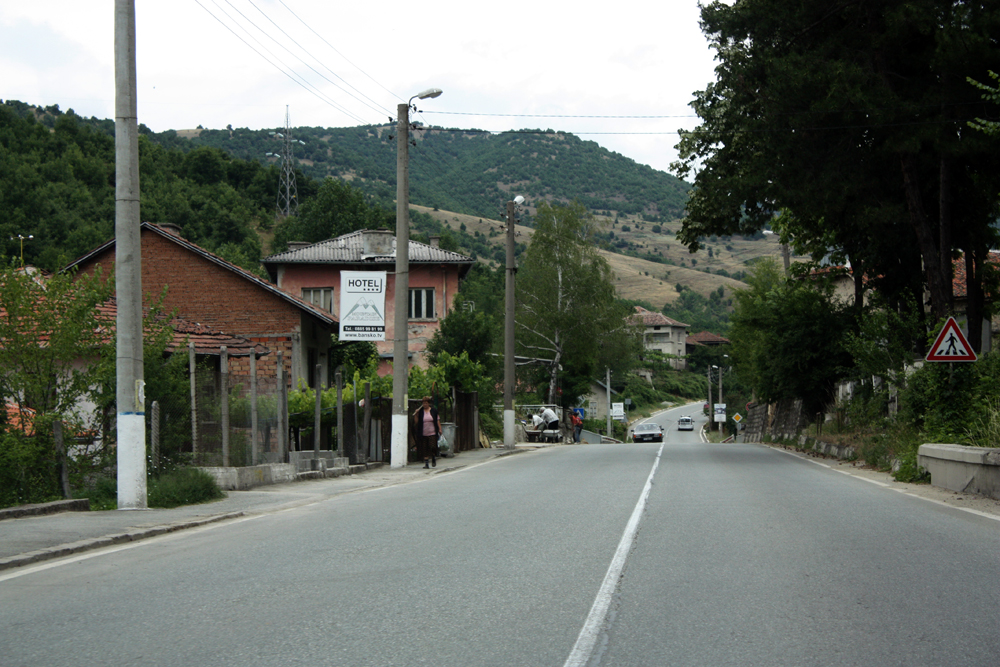
Droga Simitli – Razłog koło wsi Gradewo

Predeł (bułg. Предел) – przełęcz oddzielająca góry Piryn od Riły i równocześnie łącząca miejscowości doliny Razłogu (Razłog, Bansko, Dobriniszte, Belice) i dorzecza rzeki Strumy (Simitli, Błagojewgrad, Kresna). Przez Predeł prowadzi droga drugiej klasy numer 19 z Simitli do Razłogu, Banska, Goce Dełczewu i przejścia granicznego Ilinden – Eksochi. W 2005 rozpoczął się remont i poszerzenie drogi celem przyjęcia narastającego ruchu turystycznego do Banska. Najwyższy punkt ma 1142 m. Droga przez przełęcz ma 7 km od tzw. Źródła N. Parapunowa (Чешма на Н. Парапунов) do Bojkowego ridu (Бойков рид) – ostatniego wzniesienia przed Razłogiem. To miejsce jest idealne dla wypoczynku i jest tu wybudowanych kilkadziesiąt ośrodków wypoczynkowych, które oferują ponad 1000 łóżek. Na przełęczy znajduje się też schronisko o tej samej nazwie. Jest nartostrada, zwana Kulinoto, o długości 1300 m. Od 1965 w tym miejscu organizuje się festiwal folklorystyczny „Pirin pee” (Piryn śpiewa), w którym uczestniczą grupy folklorystyczne ze wszystkich zakątków Bułgarii. Predeł ma znaczenie historyczne dlatego, że tu w październiku 1878 miał miejsce początek powstania kresneńsko-razłoskie, prowadzące do traktatu berlińskiego.

## Inne
Przylądek morski Predeł na wyspie Anvers w Antarktyce został nazwany na cześć przełęczy.